# Georges d'Armagnac
Georges d'Armagnac (Avinyó, 1501 - idm. 10 de juliol de 1585) fou un diplomàtic i home d'església francès del segle xvi.
Era fill de Pierre d'Armagnac; protegit pel cardenal Louis d'Amboise, tingué per mestre a Pierre Gilles d'Albi. Mercès al suport de Joan IV d'Alençon, figurà en la cort de Francesc I; el 1528 fou ambaixador a Venècia, l'any següent se li donà el bisbat de Rodez; el 1544 fou elegit cardenal, i prengué part en la elecció del papa Juli II i posteriorment se'l nomenà tinent general del rei a Tolosa, ciutat de la qual també en fou arquebisbe.
Protegí les ciències i les lletres i va escriure Statuta synodalia ecclesiae Ruthenensis (Lió, 1556) i unes cartes publicades el 1874 amb el títol de Lettres inèdites du cardinal d'Armagnac.

## Càrrecs eclesiàstics
Fou successivament bisbe de Rodez, arquebisbe de Tours, arquebisbe de Tolosa de Llenguadoc, després d'Avinyó. Fou elevat a cardenal el 19 de desembre de 1544 pel papa Pau II.